# Каналирование
Канали́рование — явление прохождения заряженными частицами аномально большого расстояния в кристаллической среде при их движении вдоль выделенных направлений, так называемых открытых каналов.
Когда заряженная частица попадает под достаточно малым углом в пространство между атомными цепочками (аксиальное каналирование) или плоскостями (плоскостное каналирование), на неё начинает действовать периодическая сила, смещающая её в центр канала. Частица испытывает последовательные скользящие столкновения — акты рассеяния с большим значением прицельного параметра, как следствие, существенно увеличивается длина её пробега в кристалле.